# Coelorachis geminata
Coelorachis geminata är en gräsart som först beskrevs av Eduard Hackel, och fick sitt nu gällande namn av Clayton. Coelorachis geminata ingår i släktet Coelorachis, och familjen gräs. Inga underarter finns listade i Catalogue of Life.